# نكاح المقت
نكاح المقت، هو نوع من أنواع الزواج في الجاهلية، كان معمول به في العراق وبلاد فارس، فكانوا يحرمون المرأة من الميراث الذي هو حق شرعي لها، وكانوا أحياناً يرغمونها على الزواج من فلان بعينه دون أن يعطوها حق الاختيار. وكان من أنواع النكاح  (ويسمى ايضاً الضيزن) أن يكون ابن الميت أولى بزوجة أبيه، إذا لم تكن أمه، وهو باختصار زواج المرأة من ابن زوجها، والمقت في لسان العرب هو جرم ممقوت يوجب غضبَ الله، وهو ذنب عظيم. وفي ذلك قال أوس بن حجر التميمي يهجو أهل العراق:
وعنى أوس بهذه الأبيات الملة الفارسية أي المجوسية، والضيزن الذي يزاحم أباه في امرأته وقوله «سلف» أي أن الرجل منهم يأتي أمه وخالته، فهو ضيزن لأبيه بالأم، وسلف له بالخالة، ويروى: «والفارسية فيكم غير منكرة»، فهو يخاطبهم بذلك، والسلف زوج أخت امرأة الرجل (يقال: هو سلفه، وظأمه، وظأبه) .

## أصل التسمية
يسمى (نكاح المقت) أي الممقوت المكروه (أَشَدَّ البُغْضِ) وحقيقة ذلك الزواج هو أن أكبر أولاد المتوفى أحق بزوجة أبيه من غيره، كما أنه أولى منها بنفسها، فيبقي ثوبه عليها ويرث نكاحها. وهو حر فيها إن شاء عضلها فمنعها من غيره، ولم يزوجها حتى تموت فيرث مالها، – إلا أن تفتدي نفسها منه بفدية ترضيه أو يتزوجها بعض إخوته بمهر جديد. ولقد استمر هذا الزواج حتى جاء النهي عن ذلك في قوله سبحانه وتعالى في القران الكريم
وَلاَ تَنكِحُواْ مَا نَكَحَ آبَاؤُكُم مِّنَ النِّسَاء إِلاَّ مَا قَدْ سَلَفَ إِنَّهُ كَانَ فَاحِشَةً وَمَقْتًا وَسَاء سَبِيلاً (22)سورة النساء